# Wahlkreis Nordvaasa
Der Wahlkreis Nordvaasa war von 1907 bis 1958 einer von 16 bzw. 15 finnischen Wahlkreisen für die Wahlen zum finnischen Parlament. Bei den Parlamentswahlen stehen jedem Wahlkreis orientiert an der Einwohnerzahl eine bestimmte Anzahl von Mandaten im Parlament zu. Dem Wahlkreis Nordvaasa standen von 1907 bis 1933 10 Sitze zu, 1936 9 Sitze und von 1939 bis 1958 8 Sitze. Ab der Wahl 1962 wurde der Wahlkreis Nordvaasa mit dem Wahlkreis Südvaasa zum Wahlkreis Vaasa zusammengefasst.